# سمكة ملاك الملكة
سمكة ملاك الملكة هي نوع من أنواع العنفوزيات، وهي من الأسماك البحرية التي تعيش في غرب المحيط الأطلسي.